# Raionul Vîșhorod (pre-2020), Kiev
Vîșhorod (în ucraineană Вишгородський район, transliterat: Vîșhorodskîi raion) este un raion în regiunea Kiev, Ucraina. Reședința sa este orașul Vîșhorod.

## Demografie
Componența lingvistică a raionului Vîșhorod
     Ucraineană (90,28%)
     Rusă (9,25%)
     Alte limbi (0,24%)
Conform recensământului din 2001, majoritatea populației raionului Vîșhorod era vorbitoare de ucraineană (90,28%), existând în minoritate și vorbitori de rusă (9,25%).